# Cantó de Montaner
El cantó de Montaner és un cantó del departament francès dels Pirineus Atlàntics, a la regió d'Aquitània. Està enquadrat al districte de Pau i té 15 municipis: Aast, Balèish, Vedelha, Ventajor e Serèr, Castèida e Doat, Casterar e Lobish, L'Abatut Higuèra, Lamajor, Maura, Montsegur, Montaner, Ponçon Devath e lo Potz, Ponçon Dessús, Pontiac e Vièlapinta i Sètza e Maubèc.
| Data d'elecció                               | Nom                  | Partit | Qualitat       |
| -------------------------------------------- | -------------------- | ------ | -------------- |
| 1970                                         | André Lagahe         | PS     |                |
| 1976                                         | André Lagahe         | PS     |                |
| 1982                                         | Jean-Noël Lacourrège | RPR    |                |
| 1988                                         | Jean-Noël Lacourrège | RPR    |                |
| 1994                                         | Jean-Noël Lacourrège | RPR    | Alcalde d'Aast |
| 2001                                         | Michel Pastouret     | PS     |                |
| 2008                                         | Michel Pastouret     | PS     |                |
| Les dades anteriors a 1970 no són conegudes. |                      |        |                |
|                                              |                      |        |                |